# Jakobidy
Jakobidy (Jakobida) – małe, wolnożyjące wiciowce heterotroficzne (cudzożywne). Wszystkie dobrze zbadane gatunki mają dwie wici. Mają wyraźny „aparat gębowy” (cytostom) wzmocniony przez zestaw rozmieszczonych pod błoną komórkową elementów cytoszkieletu, które powstają w połączeniu z ciałem podstawowym wici tylnej.
Formalnie opisano mniej niż 20 opisanych gatunków jakobidów. Część gatunków, należących do rodzajów Jakoba, Moramonas, Andalucia, Stygiella i Velundella, to formy ruchliwe, pływające, podczas gdy te należące do rodziny Histionidae są osiadłe.

## Występowanie
Jakobidy zaobserwowano i wykryto w wielu siedliskach, w tym w wodach, zarówno słodkich jak i w środowisku morskim/słonowodnym, takich jak morskie wody płynące, morskie wody stojące. Zostały one również znalezione w glebie i kałużach. Jakobidy w większości siedlisk nie występują bardzo licznie. Jedyny wyjątek to beztlenowe środowiska morskie, w których mogą pełnić ważną rolę w ekosystemach.
Gatunek Jakoba libera został pierwotnie zaobserwowany w silnie zasolonym siedlisku. Wszystkie opisane gatunki Stygiella i Velundella były wyizolowane z beztlenowej wody morskiej albo bardzo zasolonego materiału. Podobne i pokrewne sekwencje genetyczne zostały wykryte w różnych ubogich w tlen próbkach wody bogatej w siarczki, w tym niektórych związanych z głębokimi hipersalinowymi basenami beztlenowymi. Histionidae wydają się być ograniczone do słodkiej wody. Przylegają do powierzchni, takich jak duże glony lub kamienie.

## Tryb życia
Podobnie jak inne typowe Excavata, jakobidy są heterotrofami żywiącymi się bakteriami, choć czasem spożywają również małe eukarionty, takie jak Ostreococcus tauri. Pozostają w bezruchu, filtrując wodę, lub polują na ofiarę, poruszając się przy użyciu tylnej wici. Tylna wić jest organem napędzającym ruch, a poprzez ruch wici przedniej zmieniany jest kierunek ruchu.
Te Jakobidy, które się ruszają, są stosunkowo powolnymi pływakami. To sprawia, że ich szybkość zdobywania ofiary może być niska w porównaniu do innych wiciowców karmiących się planktonem.

## Rozmnażanie
Jakobidy rozmnażają się przez podział, w wyniku którego powstają dwa potomne organizmy. Nie stwierdzono występowania rozmnażania płciowego.